# Biologia dezvoltării
Biologia dezvoltării reprezintă studiul procesului prin care animalele și plantele cresc și se dezvoltă. Biologia dezvoltării cuprinde, de asemenea: biologia regenerării, reproducerii asexuate, metamorfozei și creșterii și diferențierii celulelor stem în organismul adult.

## Perspective
Principalele procese implicate în dezvoltarea embrionară a animalelor sunt: modelarea țesuturilor (prin specificație regională și diferențierea celulară modelată), creșterea țesuturilor și morfogeneza țesuturilor.
- Specificația regională se referă la procesele care creează un model spațial într-o structură globulară sau laminară de celule inițial similare. Aceasta implică, în general, acțiunea factorilor determinanți citoplasmatici, localizați în anumite părți ale ovulului fertilizat și a semnalelor de inducție emise de la centrele de semnalizare ale embrionului. Etapele timpurii de specificație regională nu generează celule funcționale diferențiate, ci populații de celule angajate să se dezvolte într-o anumită regiune sau parte a organismului. Acestea sunt definite prin expresia unor combinații specifice de factori de transcripție.
- Diferențierea celulară se referă în mod specific la formarea tipurilor de celule funcționale, cum ar fi: celule nervoase, musculare, secretorii etc. Celulele diferențiate conțin cantități mari de proteine specifice asociate funcției celulare.
- Morfogeneza se referă la evoluția formelor tridimensionale ale țesuturilor. Aceasta implică în principal mișcările orchestrate ale structurilor laminare celulare și ale celulelor individuale. Morfogeneza este importantă pentru crearea celor trei straturi germinale ale embrionului timpuriu (ectoderm, mezoderm și endoderm) și pentru construirea de structuri complexe în timpul dezvoltării organelor.
- Creșterea țesuturilor implică atât o creștere globală a dimensiunii țesuturilor, cât și o creștere diferențială a diferitelor părți ale organismului (alometrie), care contribuie la morfogeneză. Creșterea are loc mai ales prin proliferare celulară, dar și prin depunerea materialelor extracelulare.

Dezvoltarea plantelor implică procese similare cu cele ale animalelor. Cu toate acestea, celulele vegetale sunt în mare parte imobile (i.e. nu migrează), astfel încât morfogeneza se realizează prin creștere diferențială, fără migrări celulare. De asemenea, semnalele de inducție și genele implicate în dezvoltarea plantelor sunt diferite de cele care controlează dezvoltarea animalelor.

## Procese de dezvoltare

### Diferențierea celulară

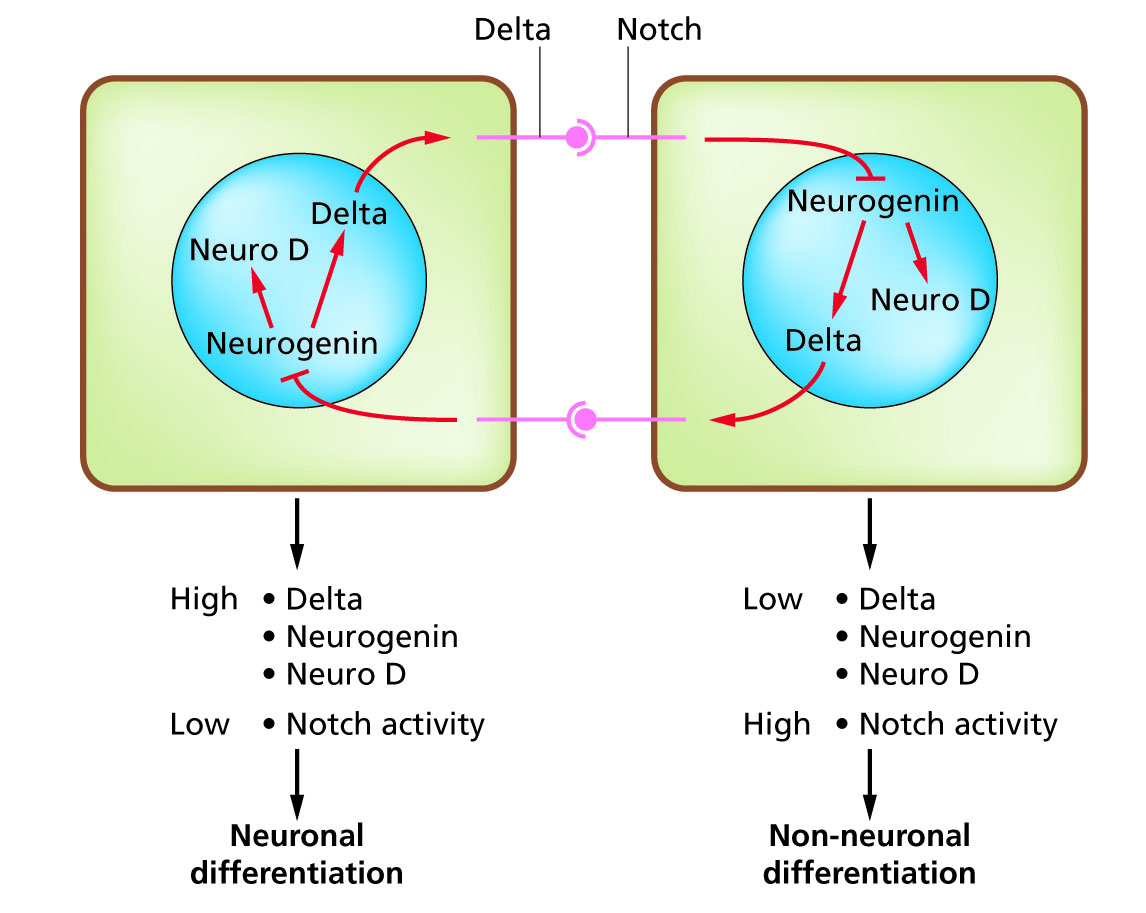
Sistemul Notch-delta în neurogeneză (Slack Essential Dev Biol, Fig 14.12a)

Diferențierea celulară este procesul prin care apar diferite tipuri de celule funcționale în timpul dezvoltării organismului. De exemplu, neuronii, fibrele musculare și hepatocitele (celulele hepatice) sunt tipuri de celule diferențiate. Celulele diferențiate produc cantități mari de proteine specifice funcției pe care o îndeplinesc, acest lucru conferindu-le aspectul caracteristic care le permite să fie recunoscute la microscop. Genele care codifică aceste proteine sunt extrem de active. De obicei, cromatina acestor celule are o conformație foarte deschisă, permițând accesul enzimelor de transcripție, iar factorii de transcripție specifici se leagă de secvențele reglatoare din ADN pentru a activa expresia genelor. De exemplu, NeuroD este un factor de transcripție esențial pentru diferențierea neuronală, miogenina pentru diferențierea musculară și HNF4 pentru diferențierea hepatocitelor. Diferențierea celulară nu este prima etapă a dezvoltării, ea fiind precedată de mai multe stări de angajament ale celulelor. Un oarecare țesut, format dintr-un singur tip de celule progenitoare (sau celule stem), constă adesea din mai multe tipuri de celule diferențiate. Controlul formării lor implică un proces de inhibiție laterală, bazat pe proprietățile căii de semnalizare Notch. De exemplu, în placa neurală a embrionului acest sistem funcționează pentru a genera o populație de celule precursoare neuronale în care factorul transcripțional NeuroD este puternic exprimat.

### Regenerarea
Regenerarea indică capacitatea de a regrow o parte lipsă. Această proprietate este foarte răspândită în rândul plantelor, care prezintă o regenerare continuă, precum și în rândul animalelor coloniale, cum ar fi hidroizii și ascidienii. Dar, cel mai mare interes al biologilor, s-a arătat în studierea posibilității de regenerarea părților la animalele vii. În special, patru modele au făcut obiectul multor investigații. Două dintre acestea au capacitatea de a se regenere pe de-a-ntregul: hidra, care-și poate regenera orice parte a polipului, și viermii planaria, care se pot regenera atât de la nivel caudal, cât și de la nivel cranial. Ambele exemplare își reînnoiesc continuu celulele prin intermediul celulelor stem și, cel puțin în viermii planaria, există celulele stem care s-au dovedit a fi pluripotente. Celelalte două modele prezintă doar regenerarea distală a apendicelor (i.e. segmentelor neaxiale), de obicei picioarele insectelor hemimetabolice, cum ar fi greierul, și membrele amfibienilor urodeli. Din informațiile disponibile referitoare la regenerarea membrelor amfibienilor știm că fiecare tip de celulă se regenerează singură, cu excepția țesuturilor conjunctive unde există o interconversie considerabilă între cartilaj, derm și tendoane. În ceea ce privește tiparul structurilor, acest lucru este controlat de reactivarea semnalelor specifice dezvoltării embrionului. 
Există încă dezbateri asupra vechii întrebări dacă regenerarea este o proprietate „primară” sau „adaptativă”. Dacă este valabil primul caz, cu trecerea timpului și prin cercetare, am putea ajunge să îmbunătățim capacitatea regenerativă la oameni. Dacă este valabil cazul din urmă, atunci se presupune că regenerarea a apărut prin selecție naturală, în circumstanțe specifice speciei, deci nu ar fi de așteptat existența unor reguli generale.

## Dezvoltarea embrionară a animalelor

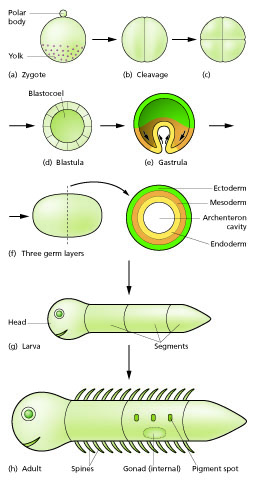
Schema generalizată a dezvoltării embrionare (Slack Essential Dev Biol, Fig.2.8)

Etapele inițiale ale embriogenezei umane

Celula spermatică și ovocitul secundar fuzionează în procesul de fertilizare, formând zigotul. Aceasta trece printr-o perioadă de diviziune intensă, pentru a forma consecutiv morula și blastula. Aceste diviziuni celulare se petrec fără creșterea în dimensiuni față de starea precedentă de zigot, astfel încât celulele fiice au jumătate din mărimea celulei mame, și întregul embrion păstrează aproximativ aceeași dimensiune. Acestea se numesc diviziuni de segmentare.
Epiblastul celulelor germinale ale șoarecelui (a se vedea figura de mai sus) suferă o reprogramare epigenetică extinsă. Acest proces implică demetilarea ADN-ului la nivelul întregului genom, reorganizarea cromatinei și ștergerea amprentei epigenetice, care duce la totipotență. Demetilarea ADN se realizează printr-un proces care utilizează calea de reparare a ADN-ului prin excizia bazelor.
Evoluția morfogenetică transformă masa celulară într-o structură trilaminară, formată din straturi multicelulare numite: ectoderm, mezoderm și endoderm. Aceste straturi se numesc straturi germinale, ce se realizează prin procesul de gastrulație. Acest proces implică primul eveniment de specificație regională. Cele trei straturi germinale generează deseori structuri extraembrionare, precum placenta, necesare pentru susținerea și nutriția embrionului și stabilesc diferențe de angajare celulară de-a lungul axei antero-posterioare (cap, trunchi și coadă).
Specificația regională este inițiată de prezența determinanților citoplasmatici într-o parte a zigotului. Celulele care conțin determinanții devin un centru de semnalizare și emit un factor inductor. Deoarece factorul inductor este produs într-un singur loc, se formează un gradient de concentrație, ce scade pe măsura depărtării de celulele sursă. Celelalte celule ale embrionului, care nu conțin determinanți, sunt capabile să răspundă la concentrațiile diferite ale determinanților prin suprareglarea genelor specifice de control al dezvoltării. În fiecare zonă, o combinație diferită de gene de control al dezvoltării este suprareglată. Aceste gene codifică factori de transcripție care, la rândul lor, suprareglează noi combinații de gene în fiecare regiune. Printre alte funcții, acești factori de transcripție controlează expresia genelor care conferă proprietăți specifice de adezivitate și motilitate celulelor în care sunt active. Datorită acestor proprietăți morfogenetice diferite, celulele fiecărui strat germinal se mișcă pentru a forma straturile poziționate specific: ectodermul se formează la suprafață, mezodermul în mijloc și endodermul în interior. Mișcările morfogenetice nu numai că schimbă forma și structura embrionului, dar totodată, prin aducerea straturilor celulare în noi relații spațiale, fac posibile noi faze de semnalizare și răspuns între straturi.
Dezvoltarea embrionilor este, în mare parte, autonomă. Pentru fiecare teritoriu celular, rata de creștere este controlată de combinația de gene care sunt active. Embrionii liberi (i.e. detașați) nu cresc în greutate, deoarece nu sunt aprovizionați nutritiv. Dar embrionii hrăniți prin intermediul placentei sau a sacului vitelin pot crește foarte repede, iar modificările regionale ale ratelor relative de creștere ajută la formarea anatomiei generale finale.
Întregul proces este coordonat în timp, însă modul în care se realizează aceasta nu este înțeles. Poate exista un sistem intern de temporizare capabil să comunice cu toate părțile embrionului, controlând astfel cursul evenimentelor, sau sincronizarea poate depinde pur și simplu de secvențialitatea deterministică locală a evenimentelor.

### Metamorfoza
Procesele de dezvoltare devin foarte evidente în timpul metamorfozei. Acest proces apare la diferite tipuri de animale. Spre exemplu, broasca eclozează sub formă de mormoloc, metamorfozându-se ulterior la o broasca adultă. Anumite insecte eclozează sub formă de larve, remodelându-se ulterior la formele adulte în timpul etapei pupale.
Exemplarele studiate în mod deosebit includ broasca Xenopus (pierderea cozii și alte schimbări ale mormolocului), și insecta Drosophila melanogaster (biologia discurilor imagiale care generează corpul adult).

## Dezvoltarea plantelor
Dezvoltarea plantelor este procesul prin care structurile plantelor se crează și se maturizează. Acesta este studiat de către disciplinele anatomiei vegetale, fiziologiei vegetale și morfologiei vegetale.
Plantele produc în mod constant noi țesuturi și structuri din meristemele apicale sau intercalare țesuturilor mature. Astfel, o plantă vie va avea întotdeauna țesuturi embrionare funcționale. În schimb, embrionul animal produce timpuriu (în perioada embrionară) toate componentele organismului necesare de-a lungul vieții sale. Când animalul se naște (sau eclozează), aceste componente organice cresc și se maturizează.
Proprietățile de organizare ale plantelor sunt proprietăți emergente, însemnând ca organismul are în ansamblu proprietăți pe care părțile componente luate individual nu le posedă.

### Creșterea
O plantă vasculară ia la început forma unui zigot, format prin fertilizarea unei celule de ou de către o celulă spermatică. Apoi, prin procesul de embriogeneză, începe să se dividă pentru a forma embrionul plantei. Pe măsură ce se întâmplă aceasta, celulele rezultate se vor organiza astfel încât un capăt al embrionului să devină rădăcina primordială, iar celălalt capăt să formeze vârful lăstarului. La plantele de sămânță, embrionul va dezvolta unul sau mai multe cotiledoane. Până la sfârșitul embriogenezei, planta tânără va avea toate părțile necesare pentru a-și începe viața.
Odată ce embrionul germinează, din sămânța sau planta mamă, începe să producă organe suplimentare (frunze, tulpini și rădăcini) prin procesul de organogeneză. Noile rădăcini cresc din meristemele apicale ale rădăcinii, iar tulpinile și frunzele noi cresc din meristemele apicale ale lăstarilor. Ramificarea are loc atunci când mici aglomerări de celule lăsate în urmă de meristem, netrecute încă prin procesul de diferențiere celulară, încep să formeze vârful unei rădăcini noi sau al unui lăstar nou. Creșterea dintr-un astfel de meristem apical, al rădăcinii sau al lăstarului, se numește creștere primară, și are ca rezultat lungirea respectivei rădăcini sau lăstar. Creșterea secundară are ca rezultat îngroșarea unei rădăcini sau unui lăstar prin diviziunea celulelor din cambium.
Pe lângă creșterea datorată diviziunii celulare, o plantă poate crește și prin alungire celulară. Acest lucru se întâmplă atunci când celule individuale, sau grupuri de celule, cresc în lungime. Nu toate celulele plantei au aceeași rată de creștere. Când celulele de pe o parte a tulpinii cresc mai repede (și mai lungi) decât celulele de pe cealaltă parte, tulpina se va îndoi spre partea celulelor cu creștere mai lentă. Această creștere direcțională poate avea loc prin răspunsul plantei la un anumit stimul, cum ar fi lumina (fototropism), gravitația (gravitropismul), apa (hidrotropismul) sau contactul fizic (thigmotropismul).
Creșterea și dezvoltarea plantelor sunt mediate de hormoni specifici plantelor și de regulatori de creștere a plantelor (PGR) (Ross și colab. 1983). Nivelurile hormonilor endogeni sunt influențate de vârsta plantei, rezistența la frig, hibernarea naturală și alte condiții metabolice; fotoperioadă, secetă, temperatură și alte condiții externe de mediu. Aceste niveluri pot fi influențate și prin intervenție exterioară.

### Variația morfologică
Plantele prezintă variații naturale în forma și structura lor. În timp ce toate organismele variază la nivel individual, plantele prezintă un tip suplimentar de variație. Astfel, în cadrul aceluiași exemplar, elemente repetitive pot diferi între ele ca formă și structură. Această variație este ușor de observat pentru frunzele aceleiași plante, însă pot exista variații similare și pentru alte organe, precum tulpinile și florile. Există trei cauze principale ale acestei variații: efectele poziționale, efectele de mediu și juvenilitatea.

### Evoluția morfologiei plantelor
Factorii de transcripție și rețelele de reglare transcripționale joacă un rol cheie în morfogeneza plantelor și în evoluția acestora. În timpul trecerii pe uscat a plantelor, au apărut multe familii noi de factori de transcripție și sunt conectați preferențial la rețelele de dezvoltare multicelulară, reproducere și dezvoltare a organelor, contribuind la morfogeneza mai complexă a plantelor terestre.
Majoritatea plantelor terestre împărtășesc un strămoș comun, algele multicelulare. Un exemplu de evoluție a morfologiei plantelor este văzut în charofite. Studiile au arătat că charofiții au trăsături omoloage plantelor de pe uscat. Există două teorii principale despre evoluția morfologiei plantelor, aceste teorii sunt teoria omologă și teoria antitetică. Teoria acceptată în mod obișnuit pentru evoluția morfologiei plantelor este teoria antitetică. Teoria antitetică afirmă că multiplele diviziuni mitotice care au loc înainte de meioză, determină dezvoltarea sporofitului. Apoi, sporofitul se va dezvolta ca un organism independent.

## Organisme model folosite pentru studiu
O mare parte dintre cercetările de biologie a dezvoltării din ultimele decenii s-au concentrat pe utilizarea unui număr mic de organisme model. S-a dovedit că mecanismele de dezvoltare ale regnului animal au rămas foarte conservate între specii. În timpul dezvoltării timpurii, diferitele specii de vertebrate utilizează, în general, aceleași semnale inductive și aceleași gene care codifică identitatea regională. Chiar și nevertebratele folosesc un repertoriu similar de semnale și gene, deși componentele organice generate sunt semnificativ diferite. Organismele model oferă avantaje experimentale particulare, care le-au făcut să devină populare în rândul cercetătorilor. Aceste modele sunt utile inclusiv pentru înțelegerea dezvoltării organismului uman, fapt dificil de studiat direct din motive atât etice, cât și practice. Organismele model sunt utile pentru elucidarea mecanismelor generale ale dezvoltării.

### Plante
- Arabidopsis thaliana[36]

### Vertebrate
- Broască: Xenopus[36] (X. laevis și X. tropicalis).[37][38] Aprovizionare bună cu embrioni. Adecvat în special pentru microchirurgie.
- Peștele zebră: Danio rerio.[39] Aprovizionare bună cu embrioni. Genetică bine dezvoltată.
- Pui: Gallus gallus.[40] Etapele timpurii similare cu ale mamiferelor, dar microchirurgia este mai ușoară. Cost scăzut.
- Șoarecele: Mus musculus.[41] Un mamifer[36] cu genetică bine dezvoltată.

### Nevertebrate
- Musculița de oțet: Drosophila melanogaster.[42] Aprovizionare bună cu embrioni. Genetică bine dezvoltată.
- Nematod: Caenorhabditis elegans.[43] Aprovizionare bună cu embrioni. Genetică bine dezvoltată și cost scăzut.

### Unicelulare
- Algă: Chlamydomonas[36]
- Drojdie: Saccharomyces[36]

### Alte modele
De asemenea, populare pentru anumite scopuri au fost aricii de mare și ascidienii. Pentru studii de regenerare se folosesc salamandre, precum axolotul (Ambystoma mexicanum) precum și viermi planari, precum Schmidtea mediterranea. Organoidele au fost, de asemenea, dovedite a fi modele eficiente de studiu.